# Josef Meilbek
Josef Meilbek (1. června 1850 Hodonín – 21. prosince 1912 Královské Vinohrady) byl český inženýr a železniční stavební odborník dlouhodobě působící ve Spojeném království a koloniích Britského impéria.

## Životopis

### Mládí
Narodil se v obecní cihelně v Hodoníně na jižní Moravě do rodiny cihlářského dělníka. Obecnou školu pak navštěvoval ve středočeském Buštěhradě, nižší a vyšší reálku v Praze, poté absolvoval roční praxi v jedné z pražských strojíren. V letech 1868–1871 pak odjel studovat strojnictví na polytechnice do švýcarského Curychu, kterou zdárně absolvoval, jeho spolužákem zde byl též pozdější profesor techniky Escher. Po ukončeném studiu podnikl cestu po Německu: při žádosti o práci v essenském závodu Krupp byl odmítnut. S návratem do Čech přijal místo v Rustonově strojírně v pražské Libni.

### V Anglii, Indii a Jižní Africe

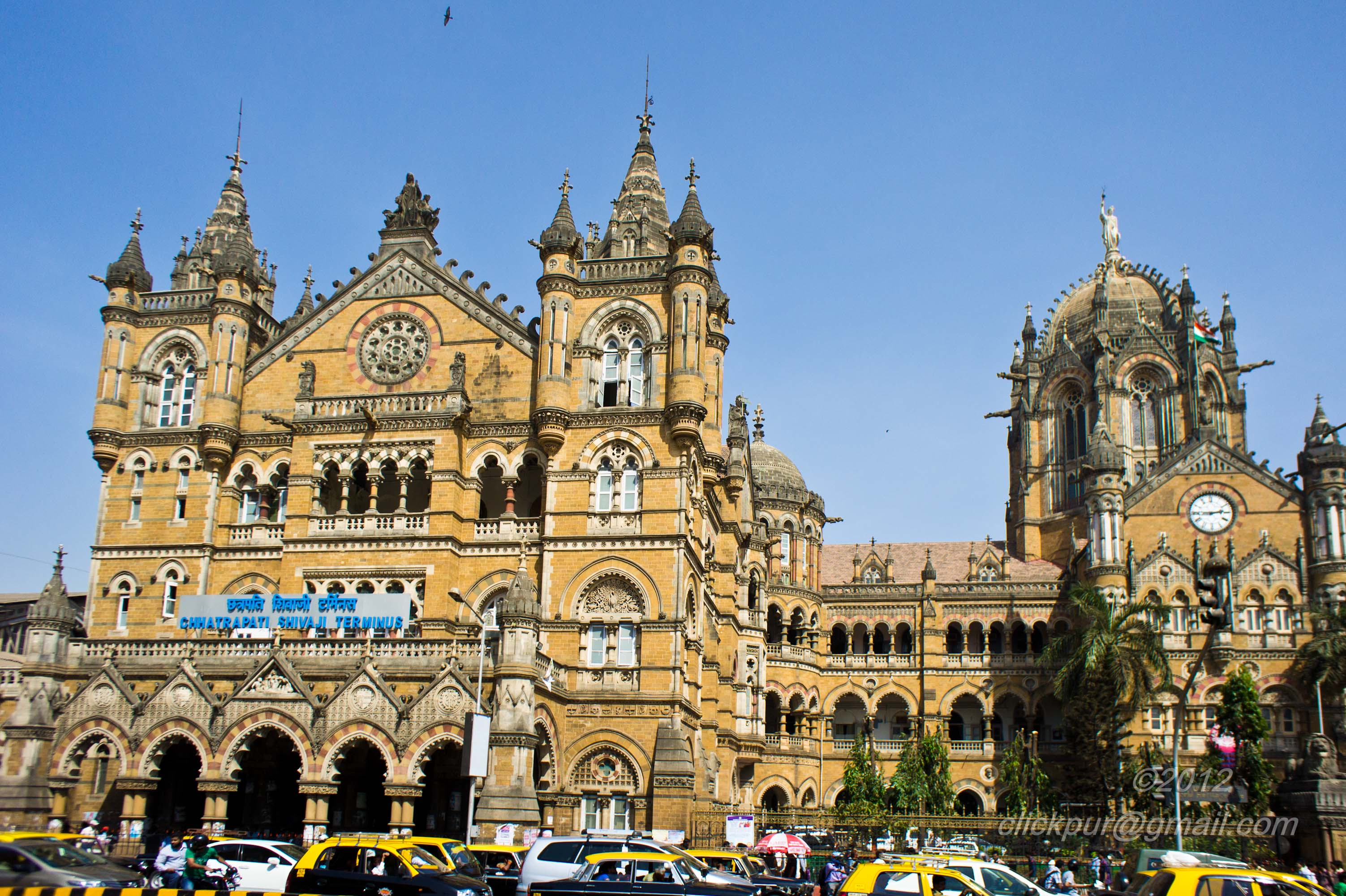
Nádraží čhatrapatiho Šivádžího (dříve Victoria Terminus)

Odkud již na začátku roku 1872 odešel pracovat pro britskou stavební firmu R. N. Ordishe v anglickém Sheffieldu. Ordish byl mimo jiné konstruktérem a stavitelem řetězového mostu císaře Františka Josefa přes Vltavu, čili měl na české země jistou vazbu. Zde Mailbek získal další konstrukční zkušenosti, které po čtyřech letech pobytu v Británii využil při realizování samostatného projektu konstrukce obloukové střechy odbavovací haly nádraží St. Enoch v Glasgow a dalších, především železničních, staveb. Tím si získal pověst dobrého konstruktéra a bylo mu nabídnuto místo vrchního konstruktéra u technického rady (chief constructor to the Consulting Engineer) pro železniční společnost Great Indián Peninsula Railway v Britské Indii a pro vládu provincie Natal v Jižní Africe. V tomto úřadu realizoval návrhy železných konstrukci pro tehdejší centrální nádraží v Bombayi Victoria Terminus (později nádraží čhatrapatiho Šivádžího) či pro most přes řeku Kei v Natalu. Potom nastoupil opět jako vrchní konstruktér technického rady indické dráhy Oudh and Rohilkund Railway, kde mj. vypracoval i provedl tam konstrukci možná vůbec prvního ocelového železničního mostu v Britské Indii, přes řeku Gangu u Váránasí měřící 3518 stop (1070 metrů).

### V Austrálii
Nedlouho poté přijal roku 1879 místo zástupce technického rady (Deputy Consulting Engineer) pro oblast jižní Austrálie a Tasmánie, kde byl pověřen především přijímáním a dohledem nad lokomotivami, železničními vagóny a veškerého materiálu, který se dovážel z Anglie: vrátil se tak ke svému původnímu strojnickému zaměření. V této době bylo mu nabídnuto místo konstruktéra anglické admirality, kterého však na radu svého přítele nepřijal.
Roku 1881 byl potom jmenován technickým radou kolonie Jižní Austrálie (Consulting Engineer to the Government of South Australia). V této době se mj. osobně seznámil s průmyslníkem Friedrichem Kruppem i jeho synem, když nakupoval materiál pro australské železnice. Krátce poté se pak stal technickým radou vlády Tasmánie (Consulting Engineer to the Government of Tasmania) a dále dalších železničních či důlních společností: The Mount Lyell Mining and Railway Company, The Emu Bay Railway Company, The Silverton Tramway Company, The Broken Hill Proprietary Company a další.

### Zpět v Evropě

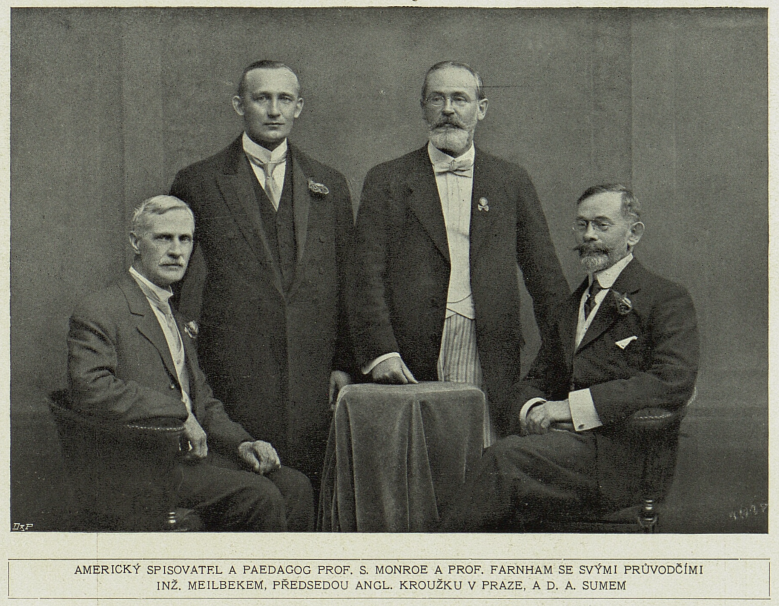
Meilbek (zcela vpravo) spolu s W. S. Monroem (druhý zprava), dále D. A. Sum a prof. Farnham (Český svět, 1912)

Dlouhodobě pak žil v Londýně, ve čtvrti Kew v městské části Richmond, kde působil jako český konzul a pravidelně přijímal návštěvy českých krajanů. Ve svých šedesáti letech odešel do penze, opustil Londýn a přestěhoval se do Prahy. Zde se mj. zabýval pěstováním anglo-českých styků: v Praze se mj. roku 1912 setkal s americkým spisovatelem W. S. Monroem, autorem několika publikací o Češích a českých zemích.

### Úmrtí
Josef Meilbek zemřel po krátké nemoci dne 20. prosince 1912 na Královských Vinohradech ve věku 62 let.
Ve své poslední vůli věnoval radě Král. hlavního města Prahy obnos 2000 liber šterlinku s věnováním, aby každoročně úroky udělovala dle svého vlastního uznání zasloužilému absolventu inženýrství, buď z Českého vysokého učení technického v Praze nebo z curyšské polytechniky, na studijní cestu do Anglie či do USA.